# Entandrophragma excelsum
Entandrophragma excelsum es una especie de árbol perteneciente a la familia Meliaceae. Es originaria de África tropical.

## Descripción
Es un árbol de hoja caduca que alcanza los  30-55-60 m de altura; con el tronco recto, cilíndrico, y con respaldo hasta una altura de 4 m, con 2,5 m de diámetro por encima de los contrafuertes; tiene una amplia corona y las ramas son grandes.

## Distribución y hábitat
Se encuentra en el este del África tropical en los bosques húmedos, a veces, en los bosques ribereños, rara vez se produce casi puro; a una altitud de 925-2220 metros. Se utiliza para dar sombra en las plantaciones de café.

## Taxonomía
Entandrophragma excelsum fue descrita por (Dawe & Sprague) Sprague y publicado en Bulletin of Miscellaneous Information Kew 1910: 180. 1910.
Sinonimia
- Pseudocedrela excelsa Dawe & Sprague (1906)
- Entandrophragma stolzii Harms (1917)
- Entandrophragma gillardinii Ledoux
- Entandrophragma deiningeri Harms (1917)
- Entandrophragma speciosum Harms[3]